# 蘭州市第三人民醫院
兰州市第三人民医院是中華人民共和國甘肅省蘭州市七里河区一家精神病醫院，前身是兰州市精神病防治院，1979年筹建，1985年10月建成并开诊，1986年改为兰州市第三人民医院。

## 外部連結
- 官方网站